# Livre d'heures de Jean Galéas Visconti
Le Livre d'heures dit de Jean Galéas Visconti (en italien, Offiziolo di Gian Galeazzo Visconti) est un livre d'heures manuscrit enluminé réalisé en Lombardie entre 1390 et 1434. Il est actuellement conservé à la Bibliothèque nationale centrale de Florence.

## Historique
En 1388, en mémoire de la naissance de son fils Philippe Marie Visconti en 1388, Gian Galeazzo Visconti commande la décoration d'un livre d'heures au peintre et architecte Giovannino de' Grassi. À la mort de ce dernier en 1398, il a achevé la moitié des feuillets. Le manuscrit est alors relié en un volume et continué par son fils Salomone de' Grassi jusqu'à la mort du commanditaire en 1402. Après le mariage de Philippe Marie et de Marie de Savoie en 1427, l'enluminure du manuscrit est reprise par Belbello da Pavia jusqu'en 1434, date à laquelle il est fait appel à un enlumineur inconnu pour achever les dernières lettrines.
À une date inconnue, le manuscrit est démembré et coupé en deux livres. Le premier est la propriété de la famille Visconti di Modrone, branche cadette des Visconti. Le second est acheté à Florence par le baron Horace de Landau. Son descendant Horace Finaly lègue sa collection de manuscrits à la bibliothèque nationale centrale de Florence en 1947, dont le fragment du livre. La première partie des heures le rejoint en 1969.

## Description
Le manuscrit contient trente-quatre grandes miniatures ainsi que de nombreuses miniatures en demi-pages ainsi que des lettrines historiées et des décorations de marge. Les deux peintres rencontrent un intérêt particulier pour les représentations d'animaux.